# 北海道道961号富武士佐呂間線
北海道道961号富武士佐呂間線（ほっかいどうどう961ごう とっぷしさろません）は、北海道常呂郡佐呂間町を結ぶ一般道道（北海道道）である。

## 概要

### 路線データ
- 起点：北海道常呂郡佐呂間町富武士（国道238号交点）
- 終点：北海道常呂郡佐呂間町永代町（北海道道103号留辺蘂浜佐呂間線交点）
- 路線延長：9.5 km

## 歴史
- 1978年（昭和53年）5月6日 路線認定[1]。

## 地理

### 通過する自治体
- オホーツク総合振興局
  - 常呂郡佐呂間町

### 交差する道路
佐呂間町
- 国道238号 - 富武士（起点）
- 北海道道103号留辺蘂浜佐呂間線 - 永代町（終点）

### 沿線にある施設など
佐呂間町
- 北海道佐呂間高等学校 - 北311-1
- 100年広場 - 字西富
  - 佐呂間町武道館
  - 佐呂間町温水プール
- 佐呂間町立佐呂間小学校 - 幸町
- 佐呂間町立佐呂間中学校 - 幸町
- 遠軽地区広域組合消防署佐呂間出張所 - 幸町
- 佐呂間町役場 - 永代町3-1
- 佐呂間郵便局 - 宮前町14